# الیور هورن
الیور هورن (انگلیسی: Oliver Horn; ۲۲ مهٔ ۱۹۰۱ – ۱۰ اکتبر ۱۹۶۰) بازیکن واترپلو اهل ایالات متحده آمریکا بود.